# Stangerode
Stangerode là một đô thị ở huyện Mansfeld-Südharz, Saxony-Anhalt, nước Đức. Đô thị Stangerode có diện tích 9,65 km².